# 劳东燕
劳东燕（1974年3月24日—），女，浙江绍兴人，中华人民共和国法学家，清华大学法学院教授、博士生导师。

## 生平
劳东燕毕业于华东政法大学，获得学士学位（1992年）；北京大学法学院，获得博士学位（2004年），期间曾在慕尼黑大学法学院交换（2002—2003）。毕业后任职于清华大学法学院，历任讲师、副教授（2008）、教授（2016），曾在名城大学、宾西法尼亚大学和耶鲁大学法学院访学。
主要研究刑法学。

## 事件
2016年清华大学法学院毕业典礼上，她代表教师致辞，开篇即引用胡适的“多研究些问题，少谈些主义”，说中国一定会走出历史三峡，成为一个自由、民主与法治的国家，并鼓励毕业生为此作出贡献，认为清华大学法学院培养的不该是“君临天下式的领导”，而是“积极推动中国社会顺利通过历史三峡的领导人”。
2019年1月，劳东燕开设了微信公众号“劳燕东飞”，文章因批评时弊多次被删除，2022年2月发表《直面真实的世界》后被封号。之后，她又开设了微博“劳东燕2004”，认为如果允许政府无限制地收集人脸信息和其他个人信息，公众最终可能丧失隐私权，也不会带来安全，而且她多次质疑疫情防控。中共二十大前，其微博被全部清空。
2024年8月6日，勞東燕在微博公開發文反對《國家網絡身份認證公共服務管理辦法（征求意见稿）》，形容新政是為每個網民安裝監視器。官媒旗下公众号发文攻击她是“反贼”，劳东燕表示有體制內部門要求轉發批判她的文章。 她批評官方的文章隨後被刪除，微博被禁言。

## 所获荣誉
- 2009年，清华大学学术新人奖
- 2015年，年度中国人文社科最具影响力青年学者奖
- 2016年，第二届首都十大杰出青年法学家
- 2017年，长江奖励计划青年学者[3]

## 外部鏈結
- 劳东燕的新浪微博